# Anna Polmanová-Preclíková
Anna Polmanová-Preclíková (28. března 1895, Nymburk – 4. dubna 1972 Nymburk), byla česká sbormistryně a dirigentka.

## Život
Narodila se v Nymburce v rodině místního kapelníka Josefa Preclíka, od něhož získala základní hudební vzdělání. Hrála na klavír, na housle a věnovala se i zpěvu. Zpívala v chrámovém sboru, stala se členkou pěveckého spolku Hlahol a hrála na housle v místním Orchestrálním sdružení.
Po maturitě na nymburské reálce studovala na Ženském učitelském ústavu v Praze. Kromě toho se dále věnovala studiu hudby. Vykonala státní zkoušky z houslí (1916), klavíru (1917) a sborového zpěvu (1920). Studovala i dirigování u profesora Methoda Doležila.
Od roku 1915 až do odchodu do důchodu v roce 1955 učila na nymburských školách. V roce 1928 se provdala za svého kolegu učitele Karla Polmana.
V roce 1920 převzala řízení nymburského Hlaholu. Stala se tak první ženou – dirigentkou v Čechách. První vystoupení pod jejím vedením se uskutečnilo 4. září 1920 a postupně se sbor vypracoval mezi přední česká sborová tělesa.
Kromě této činnosti vystupovala příležitostně jako houslistka a klavíristka. Byla první houslistkou místního orchestrálního sdružení i smyčcového kvarteta. Zkomponovala také sbor Matička na slova Jana Nerudy.
Dirigentskou činnost ukončila ze zdravotních důvodů v roce 1957.
Zemřela po dlouhé nemoci v dubnu 1972 a byla pohřbena na novém městském hřbitově v Nymburce.